# Aeroportul Kuujjuarapik
Aeroportul Kuujjuarapik (IATA: YGW, ICAO: CYGW) este un aeroport din Kuujjuarapik⁠(d), Kativik Regional Government⁠(d), Nord-du-Québec⁠(d), Provincia Québec, Canada ce deservește zona Kuujjuarapik⁠(d). A fost numit după zona deservită.
Situat la o altitudine de 12 m, aeroportul dispune de o singură pistă.